# توانمندگرایی

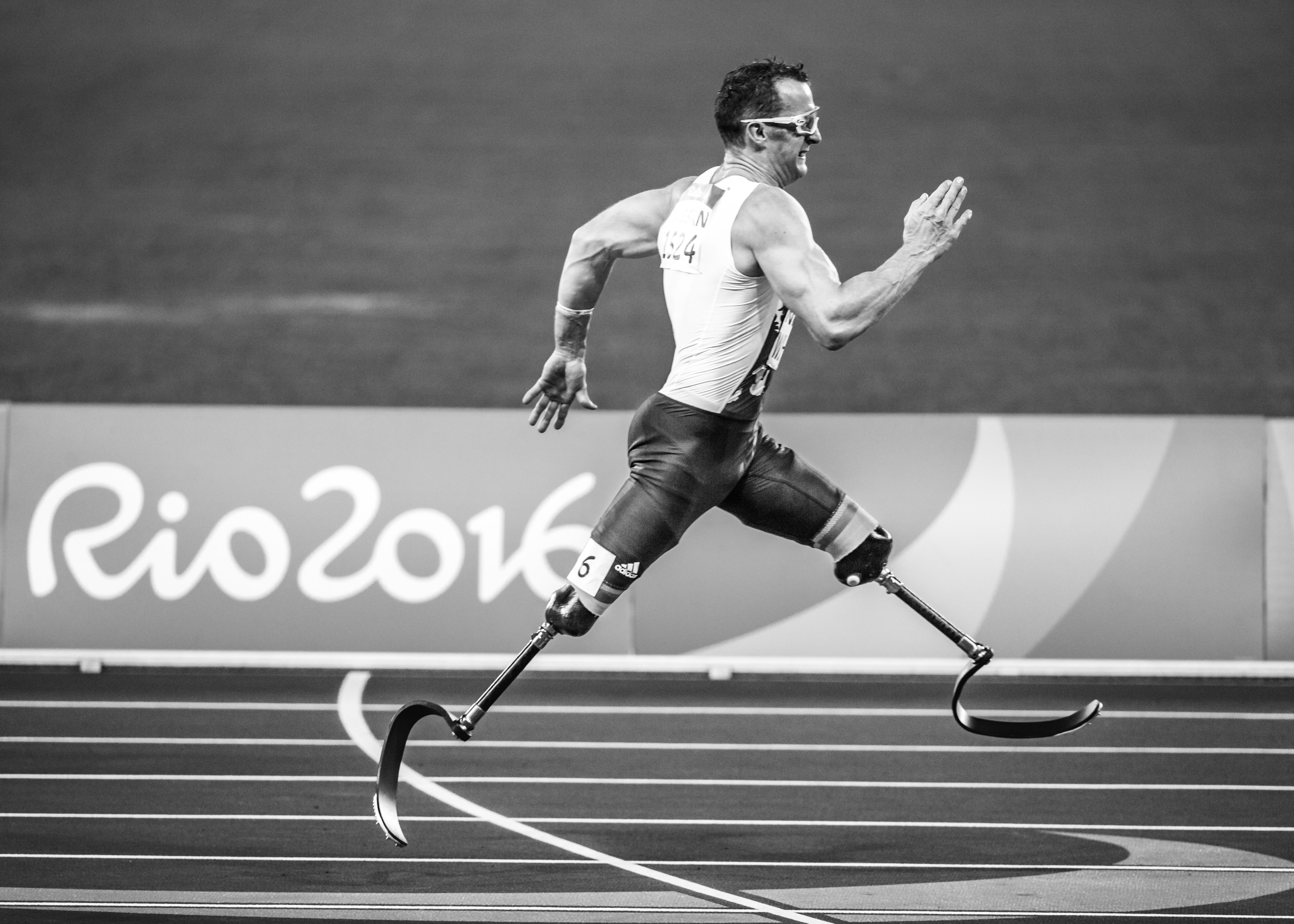
یک دونده در بازی‌های پارالمپیک ریو ۲۰۱۶

تواناپرستی، توانمندگرایی، تبعیض بخاطر ناتوانی یا ابلیسم (به انگلیسی:Ableism) تبعیض و پیش‌داوری اجتماعی علیه افراد دارای ناتوانی‌های جسمی یا ذهنی است. توانمندگرایی افراد را آن گونه که با ناتوانی‌هایشان تعریف می‌شوند مشخص می‌کند و همچنین افراد ناتوان را به عنوان افرادی که نسبت به افراد غیرناتوان «پایین‌تر» هستند طبقه‌بندی می‌کند. بر اساس توانمندگرایی، به افراد مختلف توانایی‌ها، مهارت‌ها یا جهت‌گیری‌های شخصیتی خاص اختصاص داده می‌شود یا از از افراد مختلف این موارد سلب خواهد شد.
اگرچه توانمندگرایی و ناتوانی هر دو اصطلاحاتی هستند که تبعیض بخاطر ناتوانی را توصیف می‌کنند، اما تأکید هر یک از این اصطلاحات کمی متفاوت است. توانمندگرایی تبعیض به نفع افراد غیر ناتوان تعریف می‌شود در حالی که ناتوانی تبعیض علیه افراد ناتوان است.
کلیشه‌هایی وجود دارند که یا به‌طور کلی با ناتوانی مرتبط هستند، یا با اختلالات خاص یا شرایط سلامت مزمن مرتبط هستند (مثلاً این فرض که همه افراد ناتوان می‌خواهند درمان شوند، این فرض که کاربران ویلچر نیز دارای ناتوانی ذهنی هستند، یا این فرض که افراد نابینا نوعی بصیرت خاص دارند). این کلیشه‌ها به نوبه خود به عنوان توجیهی برای اعمال تبعیض آمیز عمل می‌کنند و نگرش‌ها و رفتارهای تبعیض آمیز را نسبت به افراد دارای ناتوانی تقویت می‌کنند. برچسب‌گذاری زمانی بر افراد تأثیر می‌گذارد که گزینه‌های آنها را برای عمل محدود یا هویت آنها را تغییر دهد.
در جوامع توانمندگرا، «زندگی افراد ناتوان کمتر ارزش زیستن دارد یا افراد ناتوان ارزش کمتری دارند.» جنبش اصلاح نژاد در اوایل قرن بیستم به عنوان بیانی از توانمندگرایی گسترده در نظر گرفته می‌شود.
توانمندگرایی را می‌توان با خواندن ادبیاتی که توسط کسانی که ناتوانی و توانمندگرایی را از نزدیک تجربه می‌کنند بیشتر درک کرد.

## ریشه‌شناسی
کلمه ابلیسم (به انگلیسی:Ableism) نشات گرفته از واژه «-able» و ایسم است و برای اولین؛ اولین بار در سال ۱۹۸۱ میلادی ثبت شد.

## علل شکل‌گیری توانمندگرایی
توانمندگرایی ممکن است منشأ در تکامل یا منشأ هستی‌گرایانه داشته باشد (ترس از سرایت، ترس از مرگ). همچنین ممکن است ریشه در نظام‌های اعتقادی (داروینیسم اجتماعی، شایسته‌سالاری)، زبان یا جانبداری‌های ناخودآگاه داشته باشد.